# Страсбургский филармонический оркестр
Страсбургский филармонический оркестр (фр. Orchestre philharmonique de Strasbourg) — симфонический оркестр во французском городе Страсбург, наряду с Мюлузским симфоническим оркестром один из двух главных оркестров Национальной Рейнской оперы. Основной концертной площадкой оркестра является Дворец музыки и конгрессов.
В 1994 году он получил статус «национального оркестра». Был учреждён статус композиторов, специально пишущих для оркестра, среди которых Кайя Саариахо и Джон Корильяно.
Был создан в 1855 году. В 1871—1918 и 1940—1944 годах, когда Эльзас входил в состав Германии, состав оркестра заменялся на немецких музыкантов. В то же время в эти периоды им руководили такие крупные дирижёры, как Ганс Пфицнер, начинающий свою карьеру Отто Клемперер и Ганс Росбауд. Выступали с оркестром также Густав Малер, Вильгельм Фуртвенглер, Герман Шерхен, Георг Селл.
Вновь известность оркестр получил с приходом на пост главного дирижёра Алена Ломбара, сделавшего ряд записей французской оперной и симфонической классики.
B 2021 году Азиз Шохакимов стал главным музыкальным дирижером Страсбургского филармонического оркестра.

## Главные дирижёры
- Жозеф Ассельман (1855—1871)
- Франц Штокхаузен (1871—1907)
- Ганс Пфицнер (1907—1918; в 1914—1917 гг. ассистент Отто Клемперер)
- Георг Селл (1918—1919)
- Ги Ропарц (1919—1929)
- Поль Бастид (1929—1939)
- Ганс Росбауд (1940—1945)
- Фриц Мюнх (1945—1950)
- Эрнест Бур (1950—1963)
- Альчео Гальера (1964—1972)
- Ален Ломбар (1972—1984)
- Теодор Гушльбауэр (1983—1997)
- Ян Латам-Кёниг (1997—2003)
- Марк Альбрехт (2004—2011)
- Марко Летонья (2012—2021)
- Азиз Шохакимов (c 2021 г.)